# Ngabar (Jetis)
Ngabar is een bestuurslaag in het regentschap Mojokerto van de provincie Oost-Java, Indonesië. Ngabar telt 5755 inwoners (volkstelling 2010).